# Baccharis palmeri
Baccharis palmeri là một loài thực vật có hoa trong họ Cúc. Loài này được Greenm. mô tả khoa học đầu tiên năm 1905.